# Полураван
Полураван је део равни који је са једне стране ограничен правом, укључујући и ту праву. Полураван равни {\displaystyle \alpha } ограничена правом {\displaystyle p} обележавамо са {\displaystyle p\alpha {_{1}}} и {\displaystyle p\alpha {_{2}}} Такође за раван {\displaystyle \alpha } важе идентитети:
{\displaystyle p\subset \alpha }, као и {\displaystyle p\alpha {_{1}}\subset \alpha } и {\displaystyle p\alpha {_{2}}\subset \alpha }

## Аксиома о подели равни
Ако је у равни {\displaystyle \alpha } дата права {\displaystyle p}, онда су све тачке равни, које не припадају правој, подељене у две класе тако да права {\displaystyle p} не сече дуж која спаја две произвољне тачке једне класе, а сече сваку дуж која спаја једну тачку једне класе са једном тачком друге класе.
1. Ѕа две тачке {\displaystyle X} и {\displaystyle Y} равни {\displaystyle \alpha } које не припадају правој {\displaystyle p} у тој равни рећи ћемо да леже с исте стране праве {\displaystyle p} ако права {\displaystyle p} не сече дуж {\displaystyle XY}. Слично, тачке {\displaystyle X} i {\displaystyle Y} леже са разних страна праве {\displaystyle p} ако сече дуж {\displaystyle XY}.
2. Скуп свих тачака равни {\displaystyle \alpha } које леже с исте стране праве {\displaystyle p} називамо отворена полураван, а права {\displaystyle p} је ивица те полуравни.
3. Унија отворене полуравни и њене ивице назива се затворена полураван.

Свака права {\displaystyle p} у равни {\displaystyle \alpha } дели раван на две отворене и две затворене полуравни којима је права p ивица.
Ако та права {\displaystyle p} сече дуж {\displaystyle AB} онда су тачке {\displaystyle A} и {\displaystyle B} с разних страна праве p. Ако C припада равни {\displaystyle \alpha } онда {\displaystyle C} лежи с оне стране праве {\displaystyle p} с које је тачка {\displaystyle A} или {\displaystyle B} тј.
1. Права {\displaystyle p} не сече дуж {\displaystyle AC}, а сече {\displaystyle BC}
2. Права {\displaystyle p} не сече дуж {\displaystyle BC}, а сече {\displaystyle AC}

Ако су {\displaystyle M,N} тачке праве {\displaystyle AB} онда је:
{\displaystyle MN\subset AB}
За {\displaystyle M=A} важи:
- Дуж је конвексан скуп
- Полураван је конвексан скуп тачака